# Zapalenie nerwu przedsionkowego
Zapalenie nerwu przedsionkowego (łac. neuronitis vestibularis) – zapalna choroba o prawdopodobnie wirusowej etiologii (podejrzewana reaktywacja wirusa opryszczki pospolitej typu 1, ewentualnie podłoże autoimmunologiczne lub naczyniowe) powodująca dysfunkcję nerwu przedsionkowego lub jego jąder w pniu mózgu. Może przebiegać w postaci pojedynczych, napadowych zawrotów głowy, ciągu ataków (zawroty głowy, nudności, wymioty, zaburzenia równowagi) lub przechodzić w przetrwały zespół objawów zanikający po dwóch tygodniach. 

## Objawy
- napadowe zawroty głowy (zapalenie nerwu przedsionkowego jest drugą najczęstszą przyczyną obwodowych przedsionkowych zawrotów głowy)[1]
- nudności i wymioty
- zaburzenia równowagi
- oczopląs
- nie stwierdza się zaburzeń słuchu

## Leczenie
Choroba zwykle ustępuje samoistnie w ciągu kilku dni lub tygodni. Ze względu na niejasną etiologię leczenie przyczynowe nie istnieje. W celu złagodzenia objawów stosuje się:
- leki przeciwhistaminowe
- skopolaminę
- leki przeciwwymiotne w przypadku uporczywych wymiotów
- inne leki uspokajające.

Istnieją próby leczenia zapalenia nerwu przedsionkowego za pomocą glikokortykosteroidów (metyloprednizolon, prednizon).